# Sanierung (Bauwesen)

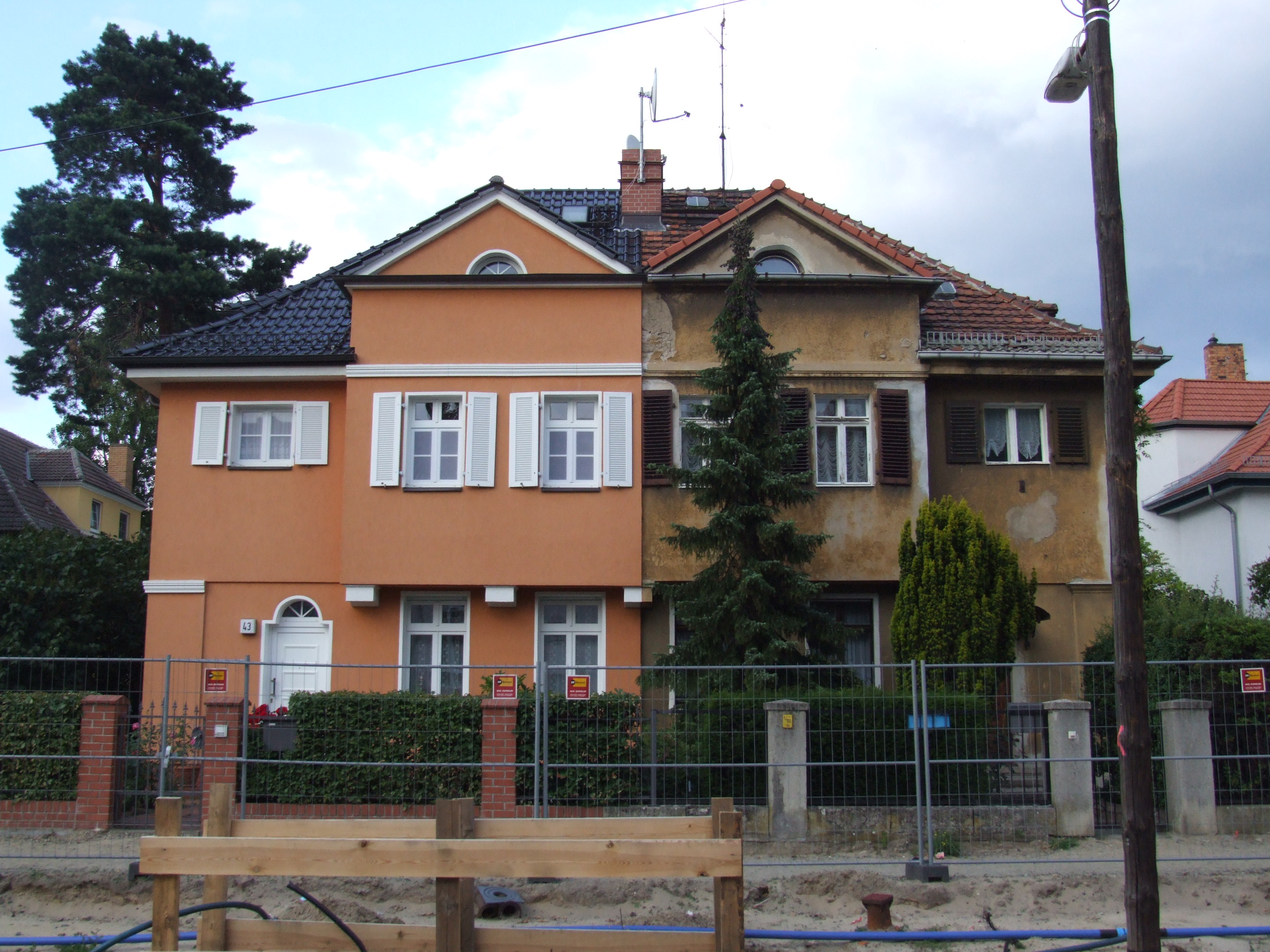
Sanierte und unsanierte Doppelhaushälfte

Unter einer Sanierung versteht man im Bauwesen die baulich-technische Wiederherstellung oder Modernisierung einer oder mehrerer Etagen bzw. eines gesamten Bauwerks oder mehrerer Bauwerke, um Schäden zu beseitigen und/oder den Wohnstandard zu erhöhen. In erster Linie geht es um die Werterhaltung der Bausubstanz. Dies betrifft sowohl die Fassade als auch den Kern.
Eine Sanierung geht über die Instandhaltung und Instandsetzung hinaus. Sie kann erhebliche Eingriffe in die Bausubstanz beinhalten wie u. a. Kernsanierung unter Beibehaltung der Fassaden und beinhaltet meist eine Modernisierung. Ein Teilgebiet ist die energetische Sanierung. Für behindertengerechtes Wohnen bzw. Arbeiten kann auch das barrierefreie Bauen Ziel einer Teilmodernisierung sein.
Die Sanierung der Grundsubstanz von Baudenkmälern kommt zum Beispiel dann in Frage, wenn die Erhaltung des Gebäudes gefährdet ist. Nach Maßgabe des Denkmalschutzes muss die Untere Denkmalbehörde bei diesen weitreichenden Eingriffen in das Baudenkmal die Grenze zwischen der substanzerhaltenden Sanierung und der reversiblen Restaurierung festlegen.
Ziel einer Sanierung ist die Wiederherstellung eines standsicheren, gebrauchstauglichen und zweckbestimmt nutzbaren Zustands. Der Zustand der Bausubstanz hängt hierbei maßgeblich von der Baustoffqualität, der Ausführungsqualität sowie externen natürlichen und menschlichen Einflussfaktoren ab und kann mittels geeigneter Verfahren ermittelt werden. Um vorhandene Mängel festzustellen, wird häufig eine Voruntersuchung (Gutachten) gemacht, das Schadensursachen benennt, das Schadensbild beschreibt sowie Sanierungsmaßnahmen vorschlägt.

## Bauwerkssanierung

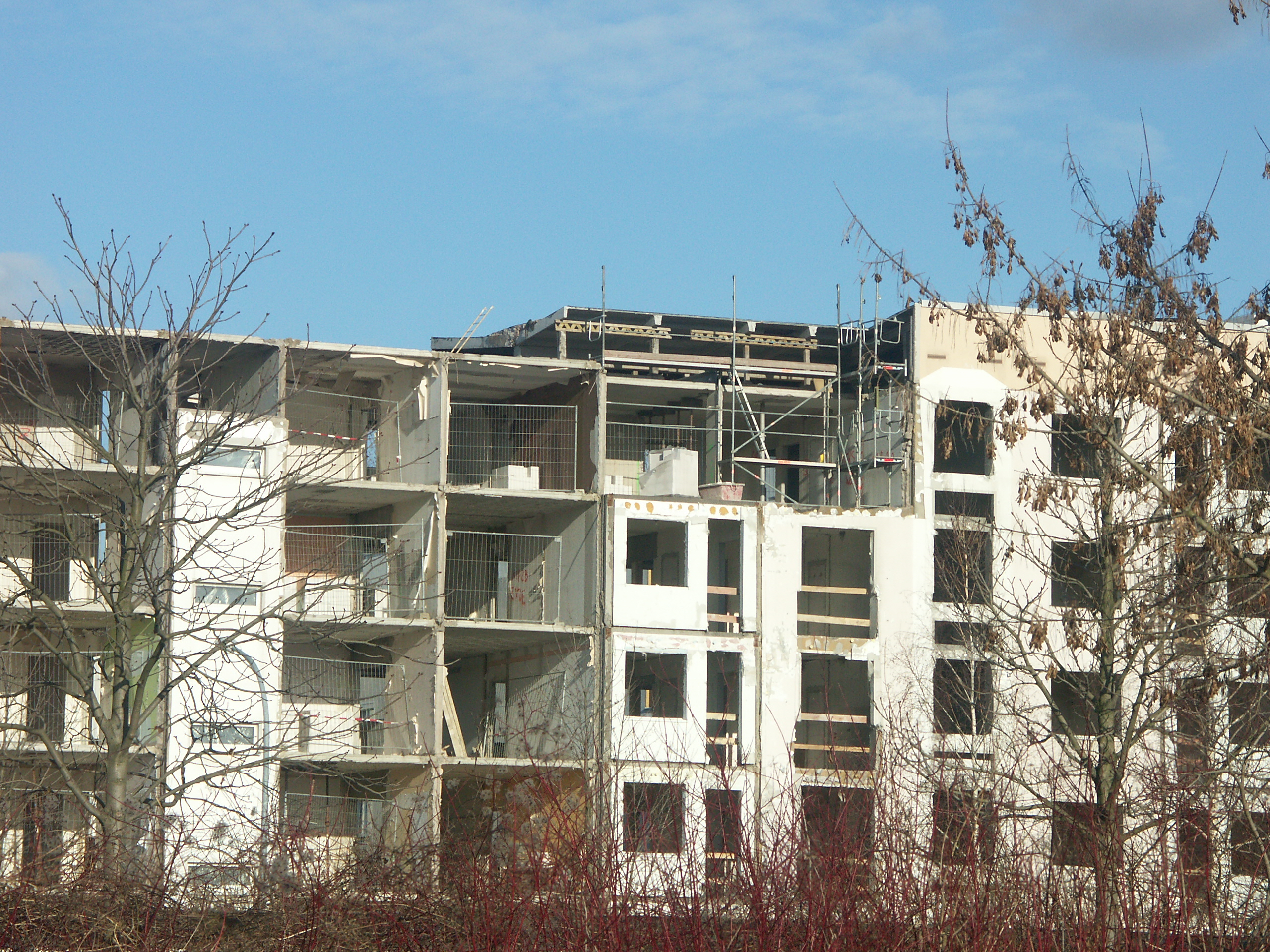
Sanierung einer Wohnanlage

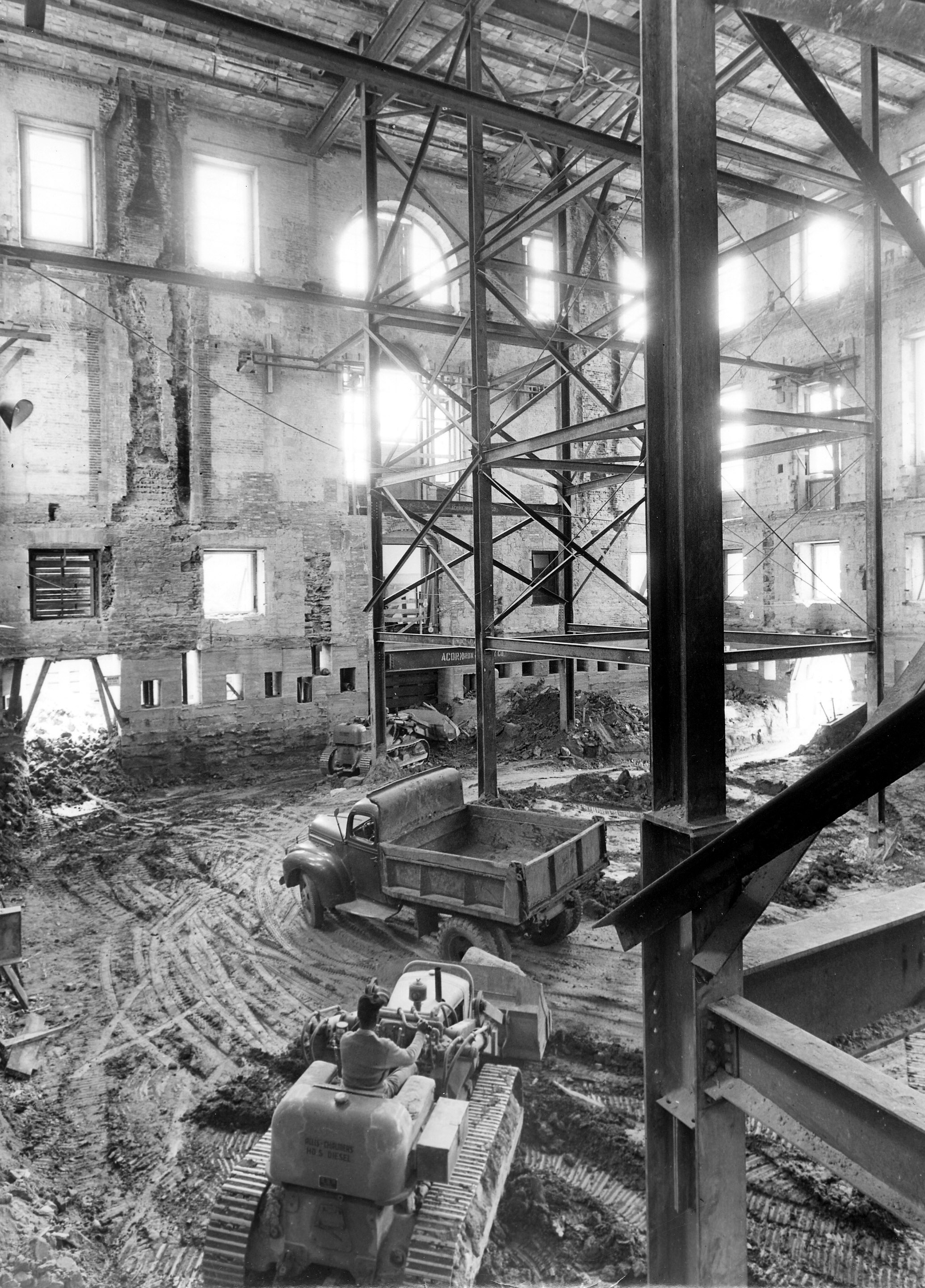
Renovierung des Weißen Hauses (1950)

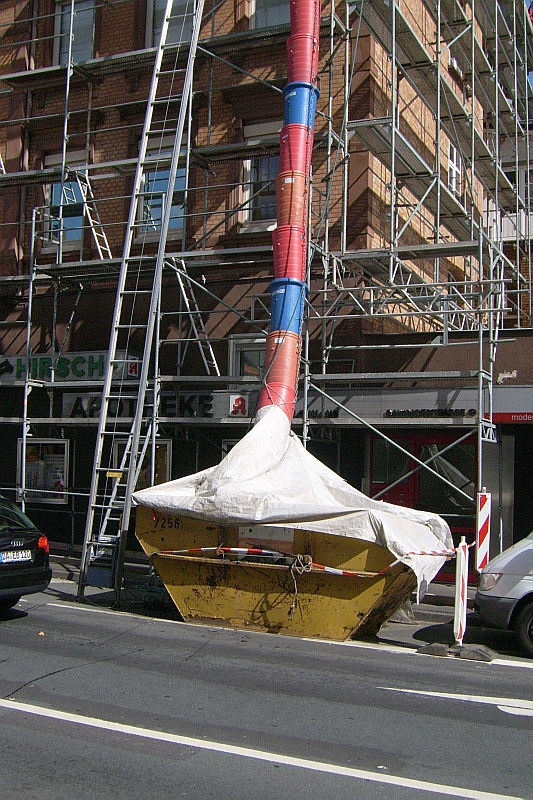
Sanierung eines Gebäudes mit Sicherungsmaßnahmen (2008)

Unter Gebäudesanierung oder Bauwerkssanierung versteht man die durchgreifende Reparatur oder Erneuerung von Bauteilen, Gebäudeabschnitten oder des gesamten Bauwerks. Bei älteren Gebäuden, die zum Beispiel vor 1945 errichtet wurden, spricht man auch von Altbausanierung. Insgesamt umfasst die Sanierung vier unterschiedliche Themenbereiche:
- die Instandhaltung wegen Überalterung, Abnutzung und Umweltschäden,
- die Umsetzung von bautechnischen Maßnahmen zur Anpassung an neue Vorschriften und Gesetze (wie in Deutschland z. B. EnEV, EEWärmeG),
- die Sanierung aufgrund unzureichender Instandhaltung in der Vergangenheit und daraus resultieren hohe Betriebskosten, sowie
- den Umbau bzw. Modernisierung aufgrund geänderter Nutzungbedarfe.

Typische Sanierungsmaßnahmen am Gebäude sind:
- Dachsanierung bei Steil- und Flachdächern bezeichnet in der Regel nicht nur den Austausch der Dachhaut und gegebenenfalls des kompletten Dachstuhls, sondern auch den Einbau einer Wärmedämmung in die Schrägdachflächen, sowie den Ausbau des Dachraumes zur Dachgeschosswohnung. Für die Dachdeckung werden gerade im Bereich der Denkmalpflege vermehrt historische Dachziegel, wie die Mönch-Nonne-Deckung, eingesetzt. Teilweise gibt es noch Dachziegelhersteller, die antike Dachziegel anhand von Mustern originalgetreu nachfertigen. In mancher Ziegelei gibt es Handformabteilungen, die Ziegel und Dachziegel nach (historischer) Vorgabe nachfertigen können.
- Deckenbalkensanierung bezeichnet in der Regel die Erneuerung der Holzbalkendecke durch Verstärkung oder Austausch von Bauteilen.
- Energetische Sanierung oder thermische Sanierung bezeichnet in der Regel die Ertüchtigung der thermischen Hülle eines Gebäudes zur Minimierung des Heizenergiebedarfs und der Heiztechnik gemäß Kriterien der Energiestandards.
- Fassadensanierung, Wiederinstandsetzen der Fassade, umfasst heute oft auch deren energetische Sanierung
- Kellerhalssanierung bezeichnet in der Regel die Erneuerung der vertikalen Bauwerksabdichtung unterhalb der Geländeoberkante und/oder die horizontale Abdichtung gegen drückendes oder nichtdrückendes (Stau-)Wasser.
- Fenstersanierung bezeichnet den Austausch alter Fenster gegen neue Fenster, ebenfalls unter dem Aspekt thermischer Sanierung (in Ausnahmefällen bedeutet es eine tischlermäßige Überarbeitung eines Fensters und/oder das Ausstatten eines Fensters mit besser isolierten Glasscheiben)
- Mauerwerkssanierung bezeichnet in der Regel die Ertüchtigung (Verstärkung) oder den Austausch schadhafter oder in ihrer Tragfähigkeit beeinträchtigter Mauerwerksteile oder von Sichtmauerwerksflächen. (beim Befall durch Hausschwamm)
- Betonsanierung bezeichnet in der Regel die Instandsetzung schadhafter oder in ihrer Tragfähigkeit eingeschränkter Betonbauteile oder von Sichtbetonflächen.
- Asbestsanierung bezeichnet in der Regel die Entfernung von gefährlichen Asbest-Baustoffen oder dessen Austausch gegen unbedenklichere Baustoffe mit ähnlichen Brandschutztechnischen Eigenschaften.
- Stand der Gebäudesanierung 2017: Die Sanierungsquote betrug nur 0,7 Prozent pro Jahr. Umweltschützer wünschen sich mehr Engagement, was aber nicht zu Lasten jener gehen kann, die das mit höheren Mieten auffangen müssen. Optimal wäre eine Sanierungsquote von zwei Prozent pro Jahr. (Interview mit Maria Krautzberger, Präsidentin des Umweltbundesamtes. In: Haus & Grund. 3/2018, S. 8 f.)

## Kosten der Sanierung
Eine Sanierung kann ökonomisch und ökologisch sinnvoll sein: zum einen, weil die Alternative (Abriss und Neubau) oft teurer bzw. zeitaufwändig ist; zum anderen, weil Ressourcen geschont werden.
Die durchschnittlichen Gesamt-Baukosten bei einer Wohnungsgröße von 80 m² lagen 1989 bei:
- Neubau 4.780 DM/m²
- Erneuerung 2.070 DM/m².[3]

Die nach der Sanierung oft vorgenommenen Mieterhöhungen werden teilweise durch niedrigere Nebenkosten (z. B. für die Gebäudeheizung und die Wasserversorgung) aufgefangen. Dies hängt im Einzelfall davon ab, inwieweit auch die Versorgungstechnik entsprechend modernisiert wurde.

## Spezielle Sanierungsformen
- Kernsanierung – Wiederherstellung der Bausubstanz
- Rekonstruktion – Neuerliches Herstellen
- Translozierung – Versetzung, also Abbau und originalgetreuer Aufbau an anderem Ort

## Stadtsanierung und Stadterneuerung
Stadtsanierung und Stadterneuerung gehen über die Sanierung einzelner Gebäude hinaus und haben die Beseitigung städtebaulicher Mängel und nicht selten sozialer Missstände in Stadtbereichen zum Ziel oder sind Teil der Verkehrs- und Stadtplanung.
Ein Sanierungsgebiet kann durch die Gemeinde förmlich festgesetzt werden, wenn die im Baugesetzbuch beschriebenen Mängel eines Quartiers festgestellt wurden. Davon können teilweise auch private Bauherren durch Förderprogramme profitieren.